# Begonia lempuyangensis
Espèce
Begonia lempuyangensis est une espèce de plantes de la famille des Begoniaceae.
Elle a été décrite en 2009 par Deden Girmansyah.